# NGC 1301
NGC 1301 ist eine Balken-Spiralgalaxie mit ausgedehnten Sternentstehungsgebieten vom Hubble-Typ SBbc im Sternbild Eridanus am Südsternhimmel. Sie ist schätzungsweise 173 Millionen Lichtjahre von der Milchstraße entfernt und hat einen Scheibendurchmesser von etwa 115.000 Lichtjahren.
Im selben Himmelsareal befinden sich u. a. die Galaxien NGC 1297 und NGC 1300.
Die Typ-Ic-Supernova SN 2009hh wurde hier beobachtet.
Das Objekt wurde von dem Astronomen Ormond Stone im Jahr 1886 entdeckt.